# الكسيس فويليرموز
الكسيس فويليرموز (بالفرنسية: Alexis Vuillermoz )‏ (و. 1988  م) هو دراج، وcyclo-cross cyclist ‏ فرنسي، شارك في طواف فرنسا، وسباق طواف فرنسا 2017، وطواف فرنسا 2018، ولادهوم الكلاسيكي 2019، وركوب الدراجات في الألعاب الأولمبية الصيفية 2016، وسباق طواف فرنسا 2013، وطواف إيطاليا 2014، وطواف فرنسا 2019.

## سجل الفوز

### سباقات أو مراحل فاز بها
| التاريخ        | السباق                               | المركز                      |
| -------------- | ------------------------------------ | --------------------------- |
| 21 يوليو 2013  | سباق طواف فرنسا 2013                 | الثامن في تصنيف أفضل شاب    |
| 16 مارس 2014   | باريس-نيس 2014                       | السادس في تصنيف الجبال      |
| 04 مايو 2014   | طواف روماندي 2014                    | الثاني في تصنيف النقاط      |
| 01 يونيو 2014  | طواف إيطاليا 2014                    | المرتبة 11 في التصنيف العام |
| 14 سبتمبر 2014 | طواف دوبس 2014                       | الخامس في التصنيف العام     |
| 11 أبريل 2015  | طواف إقليم الباسك 2015               | المرتبة 14 في التصنيف العام |
| 22 أبريل 2015  | فليش والون 2015                      | السادس في التصنيف العام     |
| 30 مايو 2015   | جراند بريكس دو بلومليك-موربيهان 2015 | الفائز في التصنيف العام     |
| 16 أغسطس 2015  | رايد لندن 2011                       | الفائز في التصنيف العام     |
| 13 سبتمبر 2015 | جائزة مونتريال الكبرى للدراجات 2015  | المرتبة 15 في التصنيف العام |
| 04 أكتوبر 2015 | طواف لومبارديا 2015                  | المرتبة 15 في التصنيف العام |
| 26 يونيو 2016  | بطولة سباق الطرق الفرنسية 2016       |                             |
| 27 مايو 2017   | جراند بريكس دو بلومليك-موربيهان 2017 | الفائز في التصنيف العام     |
| 18 أغسطس 2017  | طواف ليموزين 2017                    | الفائز في التصنيف العام     |
| 03 مارس 2019   | لادهوم الكلاسيكي 2019                | الفائز في التصنيف العام     |

## روابط خارجية
- الكسيس فويليرموز على موقع الاتحاد الدولي للدراجات (الإنجليزية)
- الكسيس فويليرموز على موقع أرشيف الدراجات (الإنجليزية)
- الكسيس فويليرموز على موقع إحصائيات الدراجات الإحترافية (الإنجليزية)
- الكسيس فويليرموز على موقع نسبة الدراجات (الإنجليزية)
- الكسيس فويليرموز على موقع CycleBase (الإنجليزية)
- الكسيس فويليرموز على موقع MTB Data (الإنجليزية)
- الكسيس فويليرموز على موقع أوليمبيديا (الإنجليزية)
- الكسيس فويليرموز على موقع اللجنة الأولمبية الفرنسية (مؤرشف) (الفرنسية)